# Новотокраново
Новотокраново (баш. Яңы Туҡран) — деревня в Калтасинском районе Республики Башкортостан Российской Федерации. Входит в состав Калтасинского сельсовета.

## География

### Географическое положение
Расстояние до:
- районного центра (Калтасы): 10 км,
- ближайшей ж/д станции (Янаул): 52 км.

## Население
| 2002 | 2009 | 2010 |
| ---- | ---- | ---- |
| 48   | ↘44  | ↘43  |

Национальный состав
Согласно переписи 2002 года, преобладающие национальности — татары (67 %), башкиры (33 %).